# Comuna Păulești, Prahova
Păulești este o comună în județul Prahova, Muntenia, România, formată din satele Cocoșești, Găgeni, Păuleștii Noi și Păulești (reședința).

## Așezare
Comuna se află în vecinătatea nordică a municipiului Ploiești. Teritoriul comunei Păulești este delimitat în partea de est de Râul Teleajen și în partea de vest de pârâul Dâmbu. Prin partea de sud-vest a comunei trece șoseaua națională DN1, care leagă Ploieștiul de Brașov, dar ea nu trece prin nicio localitate a comunei; din DN1, pe teritoriul comunei se ramifică șoseaua județeană DJ155, care asigură accesul din Păulești spre drumul național. La Păulești, DJ155 se termină în șoseaua județeană DJ102, care o leagă spre sud de Ploiești (unde se intersectează cu DN1B) și spre nord de Plopeni, Dumbrăvești, Vărbilău, Slănic și Izvoarele (unde se termină în DN1A). Prin comună trece și calea ferată Buda-Slănic, care este deservită de stația Găgeni.

## Demografie
Componența etnică a comunei Păulești
     Români (90,85%)
     Alte etnii (0,41%)
     Necunoscută (8,74%)
Componența confesională a comunei Păulești
     Ortodocși (85,71%)
     Alte religii (4,1%)
     Necunoscută (10,19%)
Conform recensământului efectuat în 2021, populația comunei Păulești se ridică la 7.985 de locuitori, în creștere față de recensământul anterior din 2011, când fuseseră înregistrați 5.886 de locuitori. Majoritatea locuitorilor sunt români (90,85%), iar pentru 8,74% nu se cunoaște apartenența etnică. Din punct de vedere confesional, majoritatea locuitorilor sunt ortodocși (85,71%), iar pentru 10,19% nu se cunoaște apartenența confesională.

## Politică și administrație
Comuna Păulești este administrată de un primar și un consiliu local compus din 15 consilieri. Primarul, Tudor Sandu[*], de la Partidul Național Liberal, este în funcție din 2016. Începând cu alegerile locale din 2024, consiliul local are următoarea componență pe partide politice:
|  | Partid                          | Consilieri | Componența Consiliului | Componența Consiliului | Componența Consiliului | Componența Consiliului | Componența Consiliului | Componența Consiliului | Componența Consiliului |
|  | ------------------------------- | ---------- | ---------------------- | ---------------------- | ---------------------- | ---------------------- | ---------------------- | ---------------------- | ---------------------- |
|  | Partidul Național Liberal       | 7          |                        |                        |                        |                        |                        |                        |                        |
|  | Partidul Social Democrat        | 5          |                        |                        |                        |                        |                        |                        |                        |
|  | Uniunea Salvați România         | 2          |                        |                        |                        |                        |                        |                        |                        |
|  | Alianța pentru Unirea Românilor | 1          |                        |                        |                        |                        |                        |                        |                        |

## Istorie
La sfârșitul secolului al XIX-lea, comuna era formată din satele Păulești și Găgeni și făcea parte din plasa Filipești a județului Prahova. În comuna cu 1066 de locuitori se afla o școală din 1859, frecventată de 58 de elevi (din care 14 fete) și trei biserici — două în Păulești, din care cea mai recentă data din 1887, și una în Găgeni, datând din 1888. Satul Cocoșești făcea parte pe atunci din comuna Strâmbeni-Blejoi. În perioada interbelică, anuarul Socec menționează în plus două cătune, Dănești și Degerați, precum și apartenența comunei la plasa Ploiești din același județ. În 1931, satul Găgeni a devenit reședința unei comune formate doar din el.
Între 1938 și 1945, comuna l-a avut primar pe reputatul arhitect ploieștean Toma T. Socolescu, în mandatul căruia comuna a cunoscut o pronunțată dezvoltare, cu construcția mai multor clădiri de utilitate publică.
În 1950, comuna Găgeni s-a desființat, iar satul a trecut în subordinea comunei Păulești, arondată raionului Ploiești din regiunea Prahova, iar din 1952 din regiunea Ploiești. Satul Degerați a fost rebotezat în 1964 Păuleștii Noi. În 1968, Păulești a devenit comună suburbană a municipiului Ploiești, având în componență satele Păulești, Găgeni, Cocoșești și Păuleștii Noi, întrucât cătunul Dănești a fost înghițit de satul Păulești. În 1989, noțiunea de comună suburbană a fost desființată, iar comuna Păulești a devenit comună de sine stătătoare subordonată județului Prahova.

## Monumente istorice

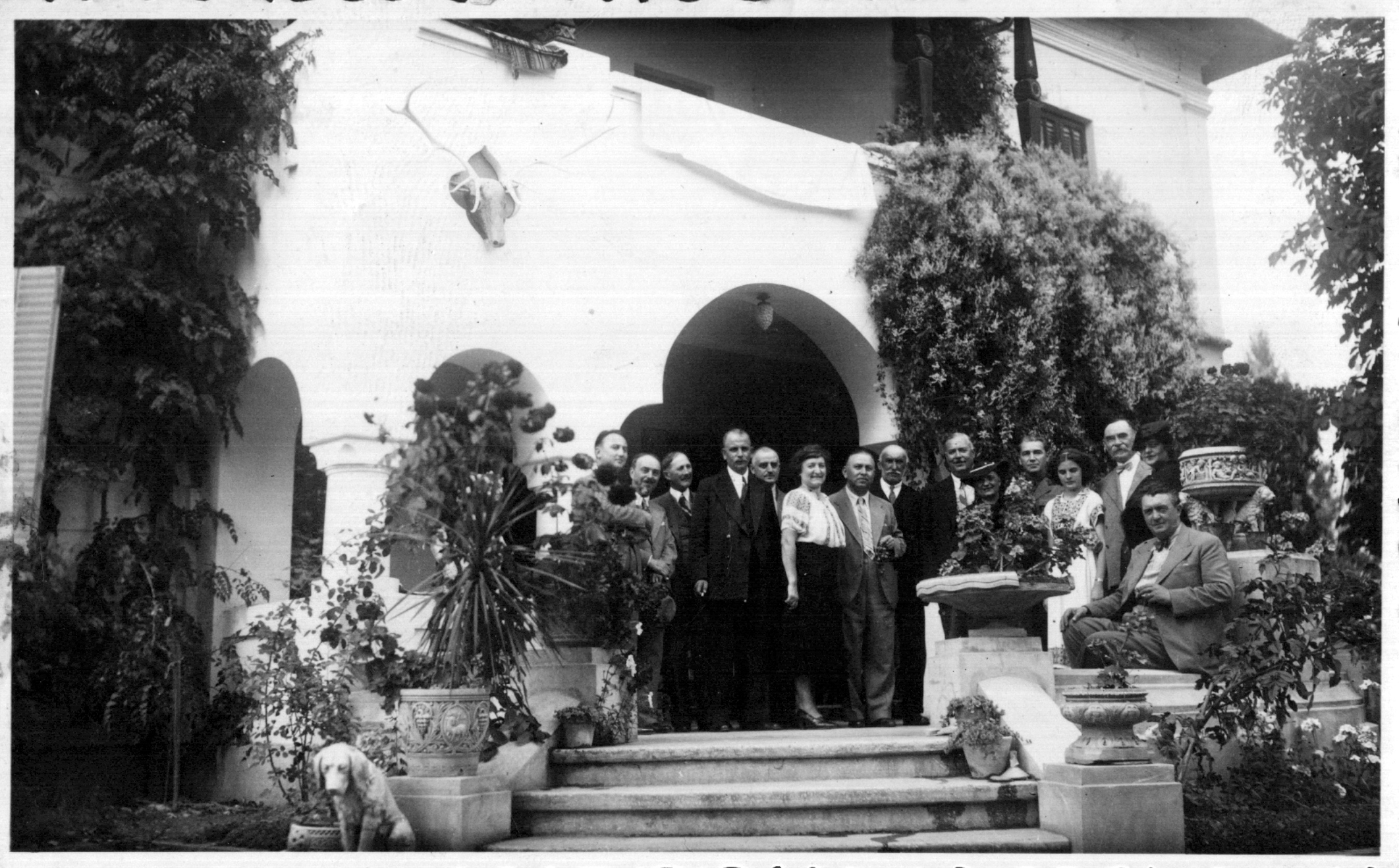
Casa Toma T. Socolescu din Păulești, monument istoric

Două obiective din comuna Păulești sunt incluse în lista monumentelor istorice din județul Prahova ca monumente de interes local. Unul este un sit arheologic, aflat la „Tabăra de vacanță a elevilor” din Păulești, sit unde s-au găsit urme de așezări din neolitic, perioada Halstatt, secolele al IV-lea–al V-lea e.n. și din secolele al V-lea–al VII-lea. Celălalt obiectiv, clasificat ca monument de arhitectură, este casa Toma T. Socolescu din satul Păulești.